# الخصم التجاري
الخصم التجاري يسمى بالتجاري كون هذا التخفيض في قيمة البضاعة وقد ارتبط بحدوث عملية الاتجار (البيع والشراء)حيث لا يعتبر هذا الخصم ميزة للمشتري لأنه لم يأت تحت شرط وانما يمنح لكل مشتري والعكس صحيح حيث انه لا يعد خسارة للبائع لان الإجراء المحاسبي في حالة الخصم التجاري يتطلب تخفيض قيمة الخصم التجاري من قيمة البضاعة المشتراة واثباتها كمشتريات بصافي القيمة دون ذكر الخصم التجاري في القيد وكذالك الأمر في دفاتر البائع.

## أهمية الخصم التجاري
يوجد اسباب تدفع البائع لمنح الخصم التجاري للمشتري ومن أهم هذه الاسباب:
1. تشجيع عملية الاتجار: يُستخدم الخصم التجاري كأداة لتحفيز الطلب، خاصة خلال فترات ركود السوق أو عند انتهاء المواسم، مما يساعد في تصريف البضائع بسرعة.
2. اشباع رغبة المساومة لدى المشتري: يسهم الخصم التجاري في تعزيز تجربة العميل من خلال إرضاء رغبته في الحصول على ميزة سعرية، مما ينعكس إيجابيًا على العلاقة بين الطرفين.
3. تعزيز المبيعات: يسهم الخصم التجاري في تعزيز تجربة العميل من خلال إرضاء رغبته في الحصول على ميزة سعرية، مما ينعكس إيجابيًا على العلاقة بين الطرفين.
4. تحسين السيولة النقدية: خصومات الدفع المبكر تشجع العملاء على تسديد الفواتير بسرعة.[2]
5. تعزيز العلاقات التجارية: يمنح الخصم التجاري الموردين والعملاء فرصة لتوطيد علاقاتهم من خلال تقديم حوافز تُظهر التقدير المتبادل.[3]

## الفرق بين الخصم التجاري والخصم النقدي:
- الخصم التجاري: يُعرف الخصم التجاري بأنه تخفيض يُمنح على سعر البيع للبضائع كجزء من الاتفاق التجاري بين البائع والمشتري. يُستخدم لتحفيز المشترين على شراء كميات أكبر أو لتسهيل تصريف البضائع في أوقات الكساد. يُسجل الخصم التجاري عادةً في الفاتورة فقط ولا يظهر بشكل منفصل في السجلات المحاسبية. يتم تسجيل المشتريات أو المبيعات بصافي القيمة بعد الخصم مباشرة.[4]
- الخصم النقدي: يُعرف الخصم النقدي بأنه حافز مالي يُمنح للعملاء مقابل سداد الفواتير خلال فترة زمنية قصيرة أو محددة مسبقًا. مثال على ذلك: شرط "2/10, n/30" يعني أن العميل يحصل على خصم بنسبة 2% إذا تم السداد خلال 10 أيام، وإلا يستحق دفع كامل المبلغ خلال 30 يومًا. على عكس الخصم التجاري، يتم تسجيل الخصم النقدي بشكل منفصل في السجلات المحاسبية، حيث يُعامل كتخفيض في الإيرادات للبائع أو تخفيض في المصروفات للمشتري.[5]